# Чумаші (індіанське плем'я)

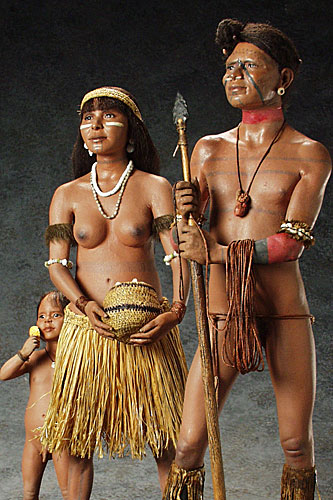
Скульптура Джорджа Стюарта: сім'я чумаш

Чумаші — індіанське плем'я, яке заселяло центральні і південні прибережні регіони Каліфорнії, територію нинішніх округів Сан-Луїс-Обіспо, Санта-Барбара, Вентура та Лос-Анджелес, від затоки Морро на півночі до Малібу на півдні. До їх території входили три острови: Санта-Круз, Санта-Роза та Сан-Мігель. Менший острів Анакапа, ймовірно, був заселений сезонно через відсутність постійного джерела води. Археологічні дослідження показують, що народ чумаші має глибоке коріння в районі каналу Санта-Барбара і жив уздовж південного узбережжя Каліфорнії протягом тисячоліть. Чумаші не вирощували зернові культури, а харчувалися полюванням, рибальством і збиранням. Споживали жолуді, водорості. Активно торгували з сусідніми племенами, такими як Gabrieleño, Ipai та Diegueño. Чумаші є одними з небагатьох народів Нового Світу, які регулярно плавали океаном (іншим таким було сусіднє плім'я Тонґва). Деякі поселення будували зшиті човни (томоли), які могли використовуватися для китобійного промислу. Чумаші об'єднувалися селами, в кожному з яких бувало до 1000 жителів. Спадкова влада над селом покладалася на вождя. Чумаське суспільство поділялося на релігійних діячів і простолюдинів. Окремі села часто воювали між собою за територію. Грішми служили намистини, виготовлені зі скойки карликового оливкового равлика (Olivella biplicata).

## Побут

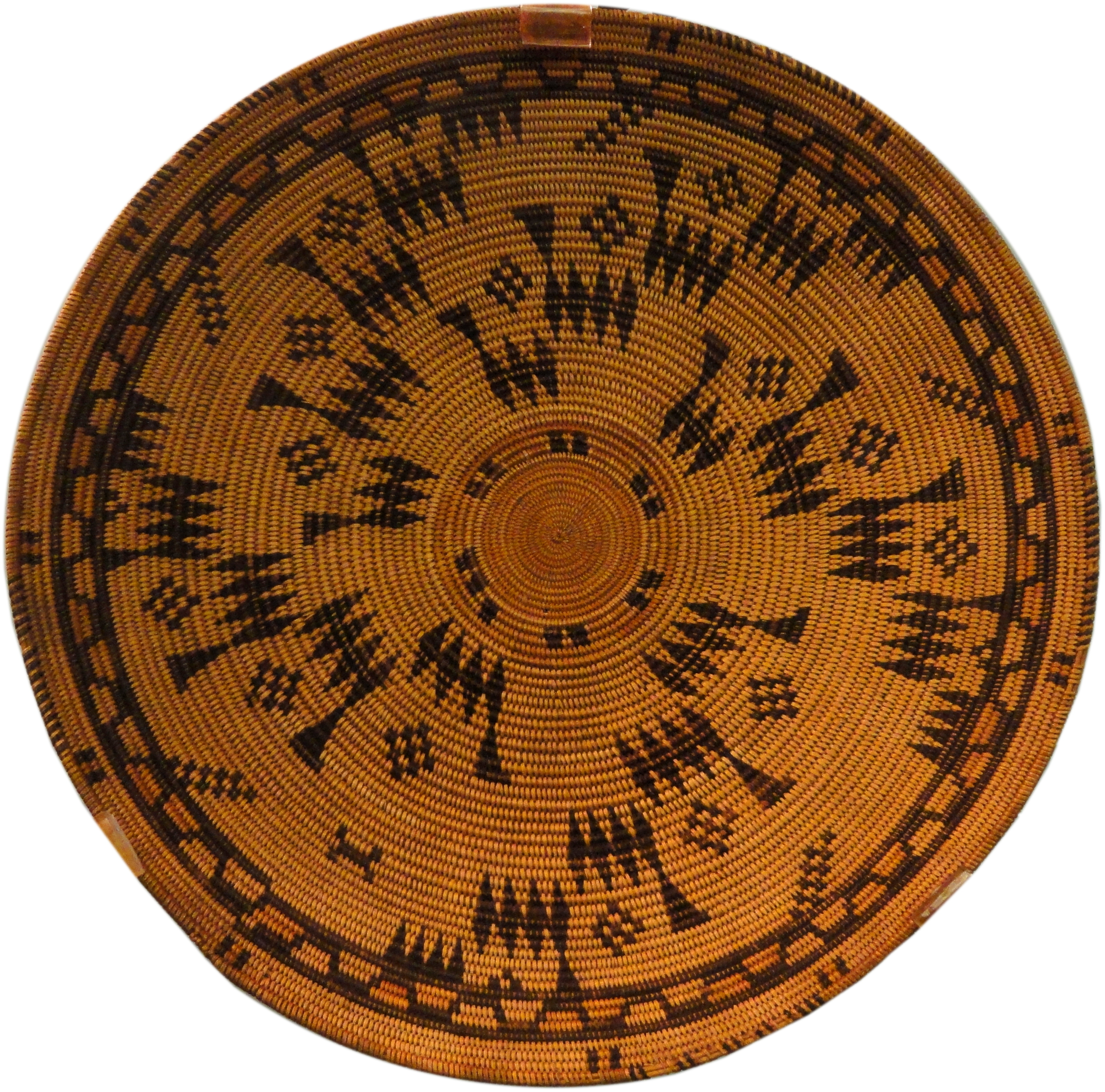
Таця для кошиків

Антропологи здавна збирали чумаські кошики. Дві з найбільших колекцій є в Смітсонівському інституті у Вашингтоні, округ Колумбія, та Музеї людства (Musée de l'Homme) у Парижі. Вважається, що музей природної історії Санта-Барбари має найбільшу колекцію кошиків чумашів. Чумаші Північних островів були центром жвавої регіональної торгової мережі. Намистини, виготовлені з мушлі Olivella biplicata, продавали сусіднім групам. Протягом пізньої доісторії на острові Санта-Крус виготовляли та продавали мільйони намистин. Традиційною їжею чумашів були морські молюски Haliotis cracherodii, Leukoma staminea, Haliotis rufescens, Macoma nasuta, Ostrea lurida, Acanthinucella spirata, Saxidomus nuttalli. Жолуді подрібнювали та варили. Чумаші також виготовляли борошно з сушених плодів сумаху лаврового (Malosma laurina). У традиційній чумаській медицині використовували Eriodictyon crassifolium, для лікування дихальних шляхів. З кори кореня сумаху лаврового готували напар для лікування дизентерії. З листя і стебел чорної шавлії настоюали міцний засіб для натирання хворого місця, замочування ніг. Рослина містить такі дитерпеноїди як етіопінон і урсолову кислоту, які є болезаспокійливими засобами. Чумаші практикували обряд ініціації з використанням священного дурману (Datura wrightii) (моймой їхньою мовою). Коли хлопчикові виповнювалося 8 років, мати давала йому напій. Це мав бути духовний виклик, щоб допомогти йому розвинути духовне благополуччя, необхідне для того, щоб стати чоловіком. Не всі хлопчики виживали після отруєння. 

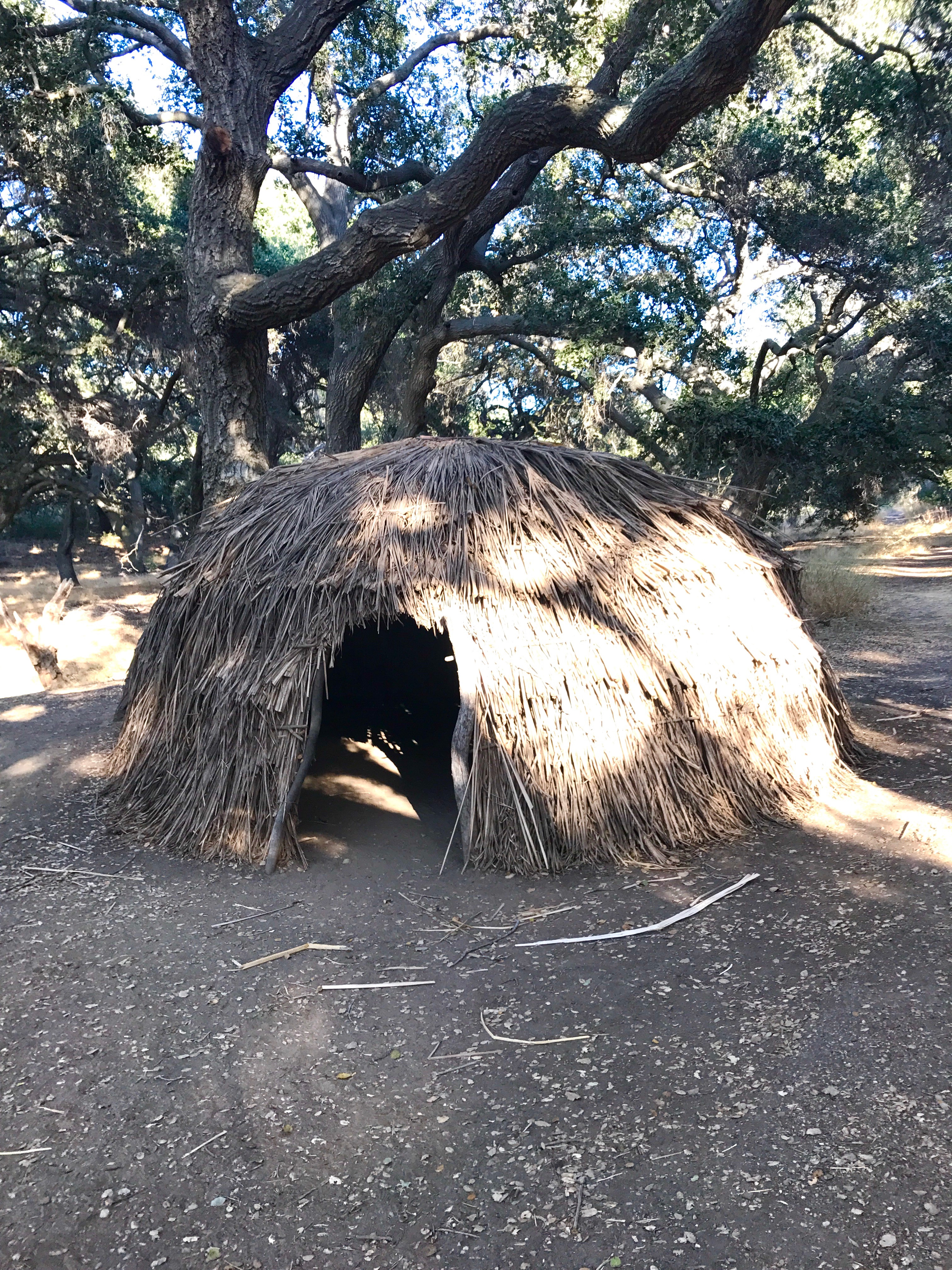
Помешкання племіні чумашів, реконструкція

 Ведучи осілий спосіб життя та живучи у високоієрархічному суспільстві, вони жили у великих круглих хатинах, розкиданих на узбережжі та на сусідніх островах Санта-Барбара. Заняття були розподілені за статтю. Поки чоловіки полювали на дрібну дичину, жінки збирали їстівні рослини, плели кошики, виготовляли прикраси. Чоловіки на зшитих човнах займалися риболовлею у відкритому морі, полювалина тюленів, дельфінів, морських видр і навіть китів. Багато археологів пишуть про схожість чумашівських човнів із човнами, якими користувалися полінезійці. Аналіз чумаських термінів, які використовувалися для позначення зшитих човнів (томолів), навів аргументи на користь можливого контакту чумашів з полінезійським населенням Гаваїв задовго до прибуття до Америки європейців.

## Населення
Оцінки населення більшости народів у Каліфорнії, до приходу європейців, суттєво відрізняються. Антрополог Альфред Кребер вважав, що населення чумашів у 1770 році могло становити близько 10 000 осіб. Алан Браун дійшов висновку, що населення становило близько 15 000 осіб. Шерберн Кук у різний час оцінював чисельність аборигенів чумаш у 8 000, 13 650, 20 400 або 18 500 осіб. Деякі вчені припускають, що популяція чумашів могла суттєво зменшитися протягом «протоісторичного» періоду (1542—1769), коли періодичні контакти з екіпажами іспанських кораблів, у тому числі експедиції Хуана Родрігеса Кабрільо, які зимували в Санта-Барбарі Канал у 1542—1543 роках, принесли хвороби та смерть. 

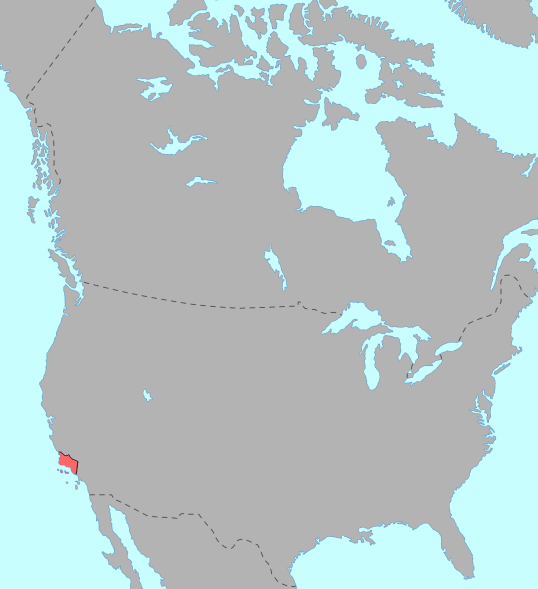
Землі плімени на мапі Північної Америки

Схоже, що чумаші процвітали наприкінці 18 століття, коли іспанці вперше почали активно колонізувати узбережжя Каліфорнії. До 1900 року їх чисельність зменшилася до 200 осіб. Оцінки чумашів сьогодні коливаються від 2000 до 5000. Демографія традиційного чумаського суспільства досить складна. Одним з цікавих аспектів є стать «акі» чумашів. Акі був третьою статтю чумашів, визначеною біологічними чоловіками, які виконували роботу та носили традиційний жіночий одяг. Виявляється, що гендер «акі» також тісно пов'язаний із сексуальною діяльністю, не пов'язаною з розмноженням, наприклад гомосексуалізмом.

## Світогляд

Наскельний малюнок, який, ймовірно, зображує чумаську космологію

Світогляд чумаша зосереджений на вірі, «яка вважає все, в тій чи іншій мірі, живим, розумним, небезпечним і священним». Чумаші не мають священних міфів про історію створення, як народи Тонгва, Ачачемен, Квехнаджуіхом, такіки та інші народи. «Вони вважають, що Всесвіт із його трьома або, у деяких версіях, п'ятьма шарами завжди існував тут. Люди займають середнє становище, яке покоїться на двох гігантських зміях. Хоча хронологія не має значення, минуле поділяється на дві частини: до приходу європейців і після приходу європейців». Середній рівень (іноді його називають «антап»), де живуть люди та духи цього світу і де шамани можуть спілкуватися з духами, взаємопов'язаний із нижнім світом через джерела та болотні райони, і з верхнім світом через гори. У нижньому світі живуть змії, жаби, саламандри. Світ тремтить або відбувається землетрус, коли звиваються змії, які підтримують світ. Водяні істоти також контактують із силами нижнього світу і «часто зображувалися на наскальних малюнках, можливо, щоб принести більше води чумашу або заспокоїти духів підземного світу під час голоду чи хвороби». Ітіашап є домом перших людей. Алапай — верхній світ у чумаській космології, де жили «небесні люди», які відіграють важливу роль у здоров'ї людей. Основними фігурами небесного світу є Сонце, Місяць, Ящірка, Небесний Койот і Орел. Сонце є джерелом життя, а також «джерелом хвороб і смерті». Серед обожнюваних тварин — сіра лисиця (лисиця острівна), якій присвятили «танець лисиці». Вважається, що чумаші привезли сіру лисицю на три південні канальні острови, що біля узбережжя Каліфорнії. Внаслідок цього сіра лисиця виокремилася тут в ендемічний вид з генетичними та фенотиповими ознаками, які чітко відрізняють його від сірої лисиці. Чумаші послуговувались четвірковою системою числення.

## Мови
Носіїв мови зараз нема. У середині 1960-х років помер останній носій чумаської мови. Розмовляли кількома спорідненими мовами під назвою «чумаш». Діалекти добре задокументовані в неопублікованих польових нотатках лінгвіста Джона Пібоді Гарінгтона. Особливо добре задокументовані діалекти Barbareño, Ineseño та Ventureño. Є спроби відродити мову інесеньо (Ineseño).
У 2010 році заснована школа чумаської мови. Програмою відновлення мови у 2010 році спочатку керували старійшина Джонні Морено та його племінниця Дебора Санчес. 